# Giuseppe Maria Martelli
Giuseppe Maria Martelli (Firenze, 26 settembre 1678 – Firenze, 22 maggio 1741) è stato un arcivescovo cattolico italiano, arcivescovo di Firenze dal 1722 al 1740.

## Biografia
Nato a Firenze faceva parte della ricca famiglia fiorentina dei Martelli. Fu priore di San Lorenzo ed esaminatore sinodale per l'arcidiocesi di Firenze e per la diocesi di Fiesole.
Il 22 marzo 1722 venne consacrato arcivescovo e fece l'ingresso in città l'8 maggio.
Nel suo lungo arcivescovado tenne un sinodo diocesano nel 1732 e compì delle visita pastorali nelle parrocchie nel corso di più anni.
Rinnovò il Palazzo Arcivescovile e l'attigua chiesa di San Salvatore al Vescovo, dotandola di nuove opere d'arte.
Venne colpito da apoplessia e dovette rinunciare alla sua carica episcopale dal 1741. Dopo la sua morte fu sepolto nella cappella di famiglia presso la chiesa di San Michele e Gaetano.

## Genealogia episcopale
La genealogia episcopale è:
- Cardinale Scipione Rebiba
- Cardinale Giulio Antonio Santori
- Cardinale Girolamo Bernerio, O.P.
- Arcivescovo Galeazzo Sanvitale
- Cardinale Ludovico Ludovisi
- Cardinale Luigi Caetani
- Cardinale Ulderico Carpegna
- Cardinale Paluzzo Paluzzi Altieri degli Albertoni
- Cardinale Flavio Chigi
- Papa Clemente XII
- Arcivescovo Giuseppe Maria Martelli